# Charles A. Templeton

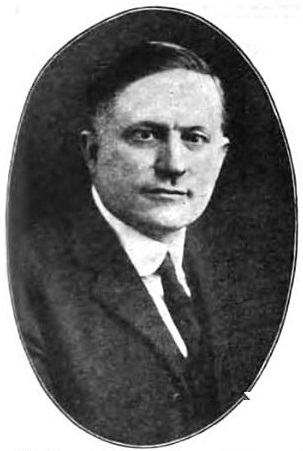
Charles A. Templeton.

Charles A. Templeton, född 3 mars 1871, död 15 augusti 1955, var en amerikansk politiker och guvernör i Connecticut.

## Tidiga år
Templeton föddes i Sharon, Connecticut. Han läste i lokala skolor i Connecticut. Han arbetade med att föra bok i en järnhandel i Waterbury som barn och blev senare delägare. Senare öppnade han sin egen butik.

## Politisk karriär
Templeton blev fullmäktig (alderman) i Waterbury och senare ledamot av Connecticuts senat från 1919 till 1921. Han var medlem av Republikanerna. Han blev viceguvernör i Connecticut från den 5 januari 1921 till den 3 januari 1923, när Everett J. Lake var guvernör.
Templeton valdes själv till guvernör hösten 1922 och efterträdde Everett J. Lake den 3 januari 1923. Under sin mandatperiod tillät han inte Republikanernas ordförande i Connecticut att välja sekreterare till guvernören. Detta fjärmade honom från partiet och han förlorade parlamentets stöd för sin nominering till en domare som skulle fylla en vakans i Connecticuts högsta domstol. Det stiftades lag som begränsade bidragen till delstatens institutioner för att budgeten skulle balanseras. En lag stiftades också som förbjöd dem som hade tagit medicinexamen genom korrespondenskurser från att arbeta i Connecticut.
Templeton slutade som guvernör efter en mandatperiod, den 7 januari 1925. Han efterträddes av Hiram Bingham III, som hade varit viceguvernör under hans tid som guvernör. Bingham avgick emellertid efter bara en dag för att ta ett uppdrag som amerikansk senator, och efterträddes i sin tur av John H. Trumbull.

## Senare år
Sedan han slutat som guvernör, blev Templeton förvaltare för flickskolan St. Marguerite School for Girls. Han var också chef för KFUM i Waterbury.
Han avled den 15 augusti 1955, 84 år gammal.